# Паул Фугер фон Кирхберг-Вайсенхорн
Паул Фугер фон Кирхберг-Вайсенхорн (на немски: Paul Fugger von Kirchberg und Weißenhorn; 13 октомври 1637, Аугсбург; † 27 април 1701, Мюнхен) от род Фугер, е граф на Фугер-Кирхберг-Вайсенхорн в Бавария, господар на Микхаузен и Дутенщайн в Швабия, имперски дворцов съветник и дворцов „оберстхофмайстер“ (кемерер) и председател на тайния съвет на Курфюрство Бавария.

## Биография
Той е най-малкият син (16-о дете) на генерал Ото Хайнрих Фугер (1592 – 1644), граф на Кирхберг-Вайсенхорн, господар на Микхаузен, Грьоненбах и Матзис, императорски губернатор в Аугсбург, и втората му съпруга фрайин Мария Елизабет фон Валдбург-Цайл (1600 – 1660), дъщеря на фрайхер имперски трушсес Фробен фон Валдбург-Цайл (1569 – 1614) и Анна Мария фрайин фон Тьоринг (1578 – 1636). Внук е на Кристоф Фугер фон Кирхберг, господар на Гльот (1566 – 1615) и графиня Мария фон Шварценберг (1572 – 1622). Брат е на Бонавентура Фугер (1619 – 1693), граф на Кирхберг-Вайсенхорн, господар на Кирххайм и Шмихен, Себастиан Фугер (1620 – 1677), господар на Нордендорф, Вьорт, Матзис, Дутенщайн, Кристиан Фробен Фугер фон Кирхберг-Вайсенхорн (1627 – 1672) и Йохан Ото Фугер фон Кирхберг-Вайсенхорн-Грьоненбах (1631 – 1687).
През 1528 г. Раймунд Фугер († 1535) купува господствата Микхаузен и Мюнстер от господарите фон Фрайберг.
От 1685 г. Паул Фугер е „обристкемерер“ и таен съветник на баварския курфюрст Максимилиан II Емануел. През 1692 г. той става дворцов „обристхофмайстер“ и таен съветник, най-високата дворцова служба, и председател на тайния съвет на Курфюрство Бавария. От 1691 до 1695 г. Паул Фугер построява почти наново двореца в Микхаузен.
Умира на 27 април 1701 г. в Мюнхен на 63 години и е погребан в църквата „Св. Волфганг“ в Микхаузен.

## Фамилия
Първи брак: на 7 януари 1666 г. в Инсбрук с фрайин Мария Клаудия Виктория Хаузман фон Намеди († 12 август 1684). Те имат 13 деца:
- Йохан Антон Йозеф (* 19 февруари 1669; † ?)
- Мария Аделхайд Йозефа (* 5 март 1670; † 8 декември 1707), монахиня в Ландсхут
- Мария Антония Юдит (* 7 март 1671, Аугсбург; † 15 май 1738), монахиня в Инсбрук
- Мария Анна Розина (* 12 март 1672; † ?)
- Мария Роза Доротея (* 9 април 1673; † ?)
- Максимилиан Париз Карл Йозеф (* 15 април 1674, Аугсбург; † 10 януари 1705/1708, Аугсбург), господар на Микхаузен и 1/2 Швиндег, женен на 12 март 1699 г. за графиня Изабела Терезия фон Магнис (* 1678; † 1702)
- Мария Катарина (* 3 април 1675, Аугсбург; † 15 юни 1748, Забор), омъжена на 18 септември 1704 г. в Дюселдорф за граф Адам Файт Лазански з Букове (* 25 май 1680, Прага; † 17 май 1737, Прага Страхов)
- Мария Клара Франциска (* 4 април 1676, Аугсбург; † 30 ноември 1747, Ландсхут) Урсулин, монахиня в Ландсхут
- Мария Маргарета (* 4 април 1677, Аугсбург; † 16 октомври 1724, Менгкофен), омъжена 1702 г. за фрайхер Франц Адам Йозеф фон Лерхенфелд († 1742)
- Елизабета Роза Доминика (* 16 май 1678; † ?)
- Мария Елизабета Филипина (* 7 декември 1679; † 12 декември 1679)
- Пиус Йозеф (* 1680; † 14 февруари 1732, Микхаузен), господар на Микхаузен и 1/2 Швиндег, женен на 2 ноември 1705 г. в Гюнцбург за фрайин Мария Анна Фолмер фон Ридерн (* 1686; † 1754)
- Мария Магдалена (* 1681; † 7 април 1726, Аугсбург)

Втори брак: на 1 юли 1685 г. в Св. Петер, Мюнхен, с Мария Анна Катерина Франка дьо Сан Мартино д'Аглие марчеза ди Сан Германо (* 24 януари 1651; † 1 януари 1729, Мюнхен), вдовица на граф Максимилиан Фердинанд фон Тьоринг-Зеефелд (* 1632; † 25 септември 1683, Виена), дъщеря на Октаве ди Сан Мартино, маркиз де Сент Гермен и Луиза Кристина Дамас де Кастелане. Бракът е бездетен.